# Nexuiz
Nexuiz је бесплатна видео игра - пуцачина у првом лицу коју је направила и издала фирма Alientrap Games Inc.
Игра и њен садржај издат је под ГНУ-овом општом јавном лиценцом (ГПЛ) и користи DarkPlaces покертач, веома модификовани Quake покретач. Преправка (remake), такође истог назива - Nexuiz, је издат за Steam и Xbox 360 користећи CryEngine 3. Оригинална игра је изашла 31. маја 2005. године.

## Играње
Nexuiz је пуцачина у првом лицу, веома инсирисана на Quake игре, 
ради на модификованом Quake покретачу познатом као DarkPlaces покретач. Укључује 13 оружја, 24 официјелне мапе и преко 240 креираних мапа, као и 15 модела играча. графика у Nexuiz користи "coronas",  bloom нијансни ефекат, Realtime World и Dynamic Lighting и сенчење, нијанси (са OpenGL 2.0), offset маповањем, и "High dynamic range rendering". Сви ови ефекти се могу искључити да би се игра могла покренути на старијем хардверу.
Nexuiz је примарно multiplayer игра (иако обухвата комплетну соло-игру кампање, која дозвољава да играчи играју кроз различите врсте игара и мапе са ботовима), и она дозвољава хостовање и конектовање игри. Такође може подржати нове врсте игре, или читавих конверзија које се брзо примењују на њу (слично Quake). Nexuiz подржава већину Quake модификација (мада са различитим функционалностима). Тренутно постоји неколико „custom“ модова и мапа које се користе.

## Развој
Nexuiz развој је почео као Quake модификација лета 2001 од стране Vermeulen. Убрзо после тога, пројекат се преселио у DarkPlaces покретач који је створио Forest Hale, који је касније такође приступио пројекту. Оригинални дизајн је убацио једноставне deathmatch пројекте са неколико нивоа и модела један знак да буде пуштен следећег лета. После четири године развоја без буџета, Nexuiz 1,0 је пуштен 31. маја 2005. године, у потпуности под GNU GPL, а до краја јуна имала је преко четврт милиона преузимања. Развој се наставио након иницијалног издавања, 1.1 пуштен је убрзо након, 1.5 уведен је у 14. фебруара 2006, 2.0 објавио 14. јуна 2006. и 2.1 9. септембра 2006. Дана 29. фебруара 2008. године, скоро три године након иницијалног издања, верзија 2.4 је пуштена и донела је велика побољшања како за GUI тако и за графички чип. Ово укључује све нове GUI графичке елементе, као и рефлектујућу воду и побољшане „честице“. У октобру 2008. године, позив је направљен за више програмера Nexuiz-а од главног (и јединог) QuakeC програмера, који је идентификовао организациона питања у вези са многим корисницима, један модел програмера. Одговор на овај позив је нагласио потребу за бољом документацијом QuakeC и Nexuiz кода, истовремено признајући да има тешкоћа да документацију стави на мали тим Nexuiz програмера. Од средине новембра 2008. године, један број људи изразио је интерес за наставак развоја Nexuiz.
Дана 1. марта 2010, откривено је да је Illfonic откупио права на име Nexuiz, а власничка лиценца за изворни код, детаљи евентуалних правних сукоба још нису познати. 22. марта 2010. године, саопштила је разилажење Xonotic-а од Nexuiz-а. Многи од главних сарадника и чланова заједнице Nexuiz-а се преселио у овом новом пројекту јер су сматрали да продају имена Nexuiz не прати првобитни пројекат. 13. јула 2010, Crytek је објавила да је лиценцирана на Cryengine 3 за Illfonic-ов Nexuiz.

### Развој од стране IllFonic
Дана 3. марта 2010, саопштено је да је назив Nexuiz лиценциран за IllFonic студио игара као платформа за комерцијално пуштање. Ова верзија је објављена на Xbox Live Arcade, PlayStation Network и Steam. Иако је игра користила исто име, она усваја футуристички,Victorian уметнички стил. Он је базиран на CryEngine 3, уместо на DarkPlaces (Quake) покретачу који је коришћен у оригиналној верзији. Главна страница nexuiz.com променила се и почела је да подржава комерцијалну верзију игре, а не игру отвореног кода PC игре, иако страница PC верзије остаје доступна. Промена заједнице на пројекту Nexuiz покренуо је бесплатан одвојени део игре пот називом Xonotic.

## Рецепција
Септембра 2006. године, у часопису, Nexuiz је укључен у чланку за интернет програмере и бесплатних игара који утичу на индустрију. Такође појавио се марта 2007. године на Maximum PC-у (верзија 2.4) издата је маја 2008. године и августа 2009.  PC User насловних дискова. Након изласка верзије 2.5 у априлу 2009. године, Phoronix сматра да је то „најбоља игра отвореног кода у првом пуцачком лицу коју смо икада играли“.

### Такмичарска игра
GameStop локације широм Америке су у својим продавницама одржали Nexuiz "PC gaming challenge". Интерактивних киосци постављени у 10 различитих продавница у 8 америчких градова. На киосцима је корисницима пружено 2 минута да зараде високу оцену тако што нанесу највише могуће штете њиховим AI противницима. Најбољи месечни играч у свакој локацији осваја 100$ GameStop поклон картицу. Било је и нових мапа сваког месеца, а сваком играчу је дозвољено да игра једну партију дневно. Играње игре је било отворено за GameStop купце старости од 13 и више година, а играчи узраста 17 и изнад су имали право да добију месечну поклон картицу за висок резултат. Градови са изазовом су: Далас, Мајами, Чикаго, Бостон, Питсбург, Сијетл, Лос Анђелес и Сан Франциско.